# Ascensione (nuovi movimenti spirituali)

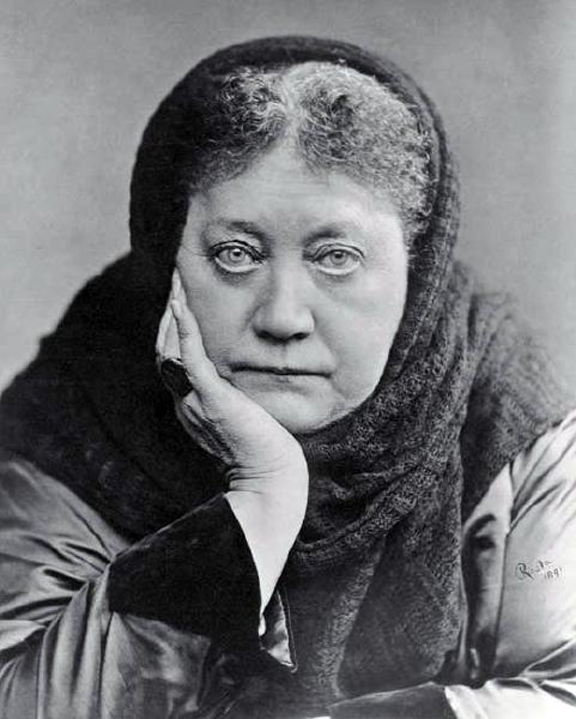
Helena Petrovna Blavatsky, fondatrice del movimento teosofico.

Nell'ambito della new age il termine ascensione è generalmente utilizzato come sinonimo di crescita evolutiva, sia nel senso di un'accresciuta consapevolezza spirituale, sia anche in un senso più strettamente fisico e materiale. In questa seconda accezione l'ampliamento di coscienza andrebbe di pari passo con un processo di trasfigurazione o trasmutazione alchemica, capace per alcuni di modificare e riattivare componenti attualmente inattive della stessa codifica genetica. A ciò seguirebbe eventualmente un vero e proprio salto cosciente verso dimensioni superiori del cosiddetto «multiverso».
Nella dottrina teosofica fondata da Madame Blavatsky, in particolare, il concetto di ascensione è strettamente connesso con quello di iniziazione e con la gerarchia ontologica in cui viene suddivisa la realtà universale nel suo complesso. Come l'uomo si è evoluto passando attraverso la condizione dei minerali, dei vegetali e degli animali, così egli è chiamato a evolversi ulteriormente fino ai successivi gradi angelici: l'ascensione è appunto il passaggio di grado che si compie attraverso una fase di preparazione e discepolato, che culmina con un'investitura iniziatica.

## Maestri ascesi
Sempre nella teosofia, l'espressione maestro asceso si riferisce a degli esseri particolarmente illuminati che si sono già evoluti a partire da precedenti incarnazioni, in cui anch'essi sono stati dei comuni esseri umani, i quali però, dopo aver attraversato un processo di trasformazione spirituale, chiamato «iniziazione», avrebbero acquisito un rango più elevato, salendo o appunto «ascendendo» di uno o più gradi nella gerarchia della realtà universale.

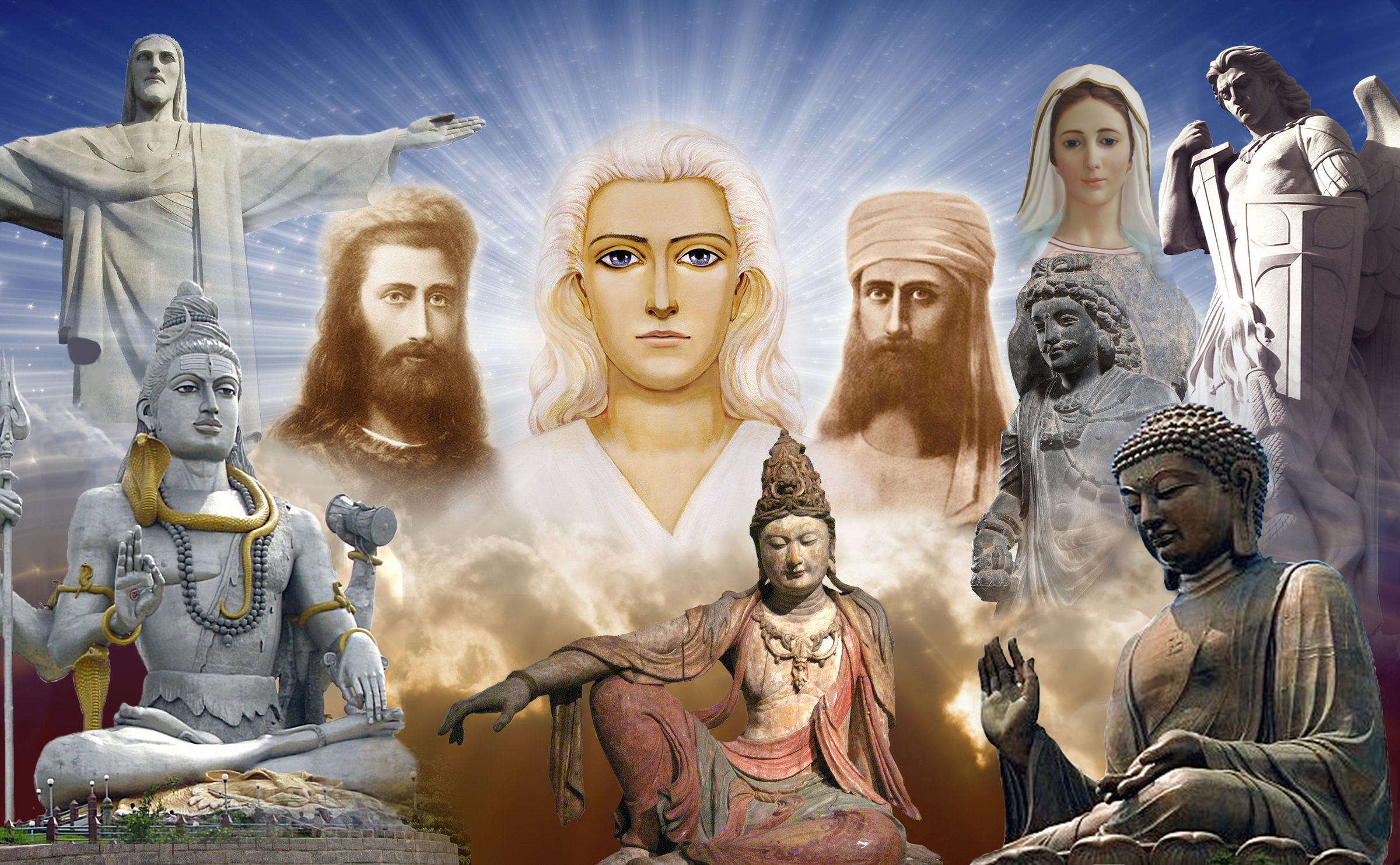
Alcuni degli esseri identificati come «maestri ascesi» secondo la dottrina teosofica: Gesù Cristo, Shiva, Kut Humi, Sanat Kumara, Guanyin, Morya, Maitreya, la Vergine Maria, Michele Arcangelo e Buddha

Nell'ambito di tale gerarchia, la differenza tra un «maestro asceso» ed un essere umano è la stessa che intercorre tra l'essere umano ed un animale, o persino una pianta.
In questa loro nuova condizione, essi hanno trasceso la fisicità propria del mondo sublunare terrestre, ascendendo alle superiori dimensioni eterica, astrale o spirituale, ma avrebbero deciso per amore del genere umano di assumersi la responsabilità di «dirigere, proteggere e aiutare a diffondere la luce sul pianeta Terra» continuando regolarmente a incarnarsi in corpi umani, pur non avendone più bisogno per la loro specifica evoluzione.
A differenza quindi dei membri più elevati della cosiddetta Fratellanza bianca componente la gerarchia spirituale, provenienti da altri luoghi del cosmo come Sirio, le Pleiadi o il pianeta Venere, i Maestri Ascesi conosciuti dalla teosofia avrebbero avuto un'origine terrestre, essendo stati uomini normali, e seguitando tuttora ad esserlo pur avendo già acquisito un «corpo di luce». Si tratterebbe di coloro che sono solitamente conosciuti come santi, mahatma, e bodhisattva nelle diverse tradizioni religiose, e una parte dei quali dimorerebbero tuttora a Shamballa, in forme invisibili, guidati dal signore del mondo Sanat Kumara.
Vi sarebbero a ogni modo diverse tipologie di maestri a seconda del numero dei regni spirituali ai quali costoro siano riusciti ad accedere superando le rispettive iniziazioni. Oltre il quarto livello anche per gli attuali mortali si avrebbe la possibilità, attraverso un'adeguata disciplina che consenta di liberarsi dal proprio karma, di aggiungersi alla schiera di questi maestri ascesi. La Blavatsky affermava di conoscerne sette, mentre Alice Bailey sosteneva fossero circa sessanta.
Oltre alla differenza nella scala gerarchica, ogni maestro sarebbe inoltre portatore, secondo il gergo teosofico, di uno specifico «raggio», cioè di una delle sette emanazioni divine con cui l'Assoluto si esplica irraggiandosi sulla Terra.

### Principali maestri
Alcuni dei principali Maestri ascesi conosciuti dalla teosofia sono i seguenti:
- Morya, che in tempi remoti sarebbe stato il profeta Mosè e successivamente l'imperatore indiano Akbar il Grande;
- Koot Humi, vissuto anticamente come il faraone Akenaton, successivamente come il filosofo Pitagora, e quindi il monaco buddista Nāgārjuna;
- Djwal Khul, noto anche come «il Tibetano», sarebbe stato l'ispiratore telepatico di Alice Bailey, e asceso solo recentemente al livello di Maestro; in vite precedenti fu il pitagorico Clinia di Taranto, e il monaco buddista Asaṅga;
- Maestro Veneziano, che sarebbe stato il filosofo Plotino e successivamente il pittore Paolo Veronese;[8]
- Hilarion, che sarebbe stato l'apostolo Paolo di Tarso e successivamente il filosofo Giamblico;
- Maestro Gesù, fu la personalità che in Palestina ospitò in sé l'essere supremo del Cristo a partire dal battesimo nel Giordano, ma secondo la teosofia non sarebbe da confondere con quest'ultimo; Cristo si sarebbe ritirato da lui nel momento dell'agonia nell'orto del Getsemani. È un maestro riconosciuto anche nell'antroposofia;[7]
- Racokzy, riconosciuto anch'egli nell'antroposofia, sarebbe stato il filosofo Proclo, poi l'alchimista Ruggero Bacone, l'esoterista Christian Rosenkreuz che ispirò il movimento rosacrociano, e quindi il conte di Saint Germain.[4]